# 卡洛·哥尔多尼
卡罗·奥斯瓦尔多·哥尔多尼（義大利語：Carlo Osvaldo Goldoni，1707年2月25日—1793年2月6日）是出生于威尼斯共和国的意大利剧作家。他一生创作了大量的剧本，以《一仆二主》、《女店主》和《老顽固们》为代表的一批喜剧作品如实地反映了当时的社会现实，歌颂了中下层人民的勤劳机智，讽刺了贵族阶级的愚蠢与自大。他在剧作中大量使用贴近民间的威尼斯方言，以个性鲜活的人物和富含矛盾冲突的结构取代了即兴喜剧中的假面人物和按部就班的结构。其剧本已被翻译成多种文字，至今仍在世界各地上演。

## 早年
1707年2月25日卡洛·哥尔多尼出生于威尼斯。祖父是个摩德纳的律师，父亲是个医生或药剂师，在佩鲁贾开业行医。哥尔多尼父亲对戏剧的热爱影响了哥尔多尼，他九岁时就写了自己的第一个剧本，并跟着父亲四处巡回演出过几幕戏。他在耶稣会教士的教育下完成了基础教育，父亲把他留在里米尼，接受多明我会哲学家坎里尼的教育，但他不喜欢坎里尼的正统教育方式，利用课余时间读了阿里斯托芬、米南德、普劳图斯和泰伦斯这些古希腊和古罗马剧作家的作品。不久他逃出来加入了一个巡回剧团，和他们一起演出，回到了在摩德纳的母亲家中。
1723年哥尔多尼获得了一笔奖学金，被送入帕维亚大學的吉斯雷利学院就读，哥尔多尼不喜欢该学院教育僧侣般的教育方式。1726年，要上三年级的哥尔多尼写了一篇讽刺诗，讽刺了当时几个头面家族，被驱逐出了学院和帕维亚。沮丧的他跟随父亲到了乌迪内，父亲在当地行医，他则继续学习法律，其间完成了自己的第一个喜剧《父亲和歌手》,最后拿到了帕多瓦大学的法学文凭:74-76。1731年哥尔多尼的父亲去世，为了逃避家里安排的婚姻，他到了米兰和维罗纳等地，为各地的剧院撰写剧本。

## 剧本创作

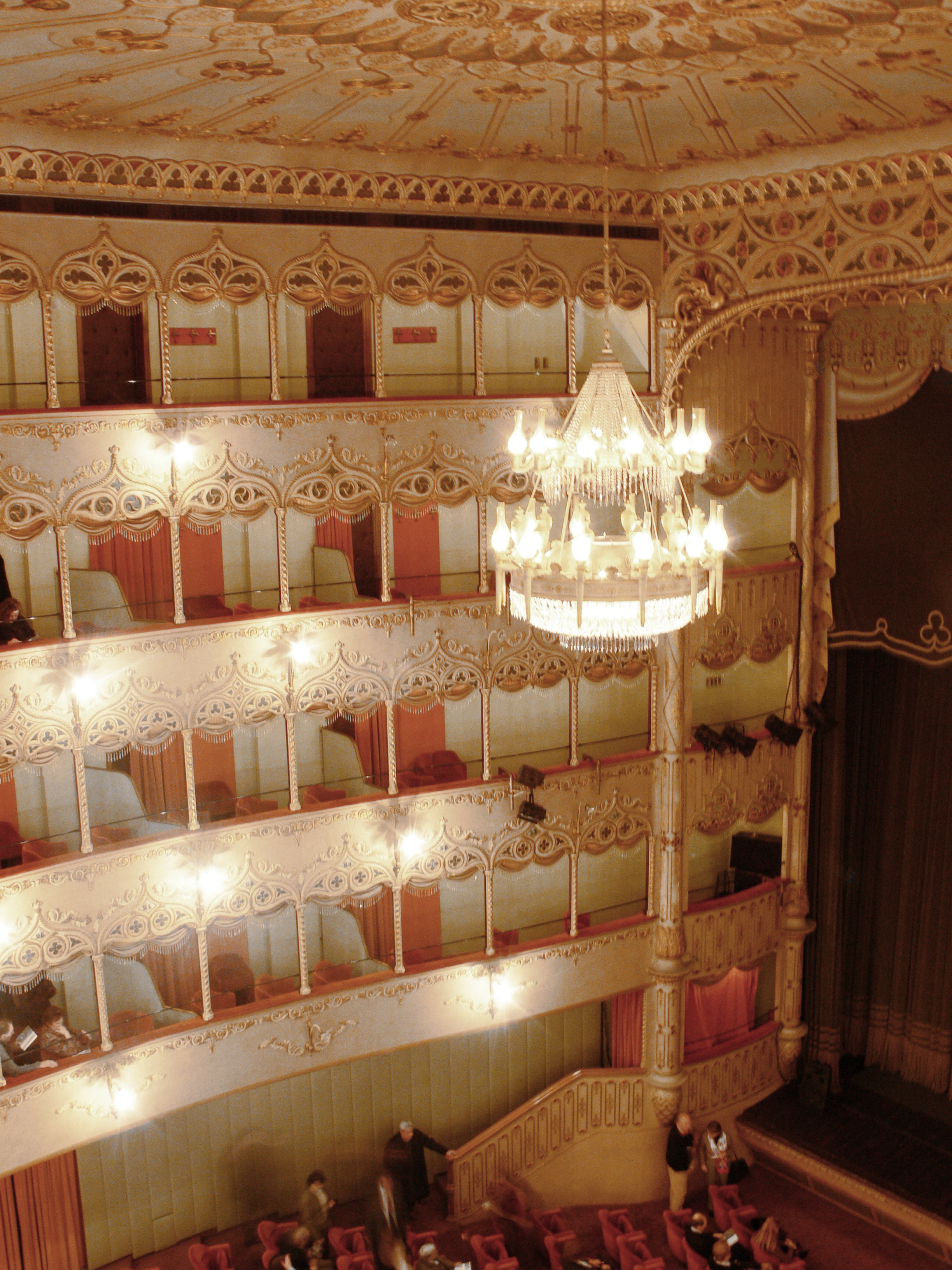
当时的圣卢克剧院，今日称哥尔多尼剧院，内部设计保持着1720年代的原貌

1733-1734年间哥尔多尼完成了悲剧《阿玛拉苏塔》和《贝里萨留》，后者受到威尼斯的卡萨里剧团的欣赏。卡萨里希望哥尔多尼回到威尼斯撰写剧本和导演《贝里萨留》此剧，哥尔多尼接受了邀请。1734年11月底《贝里萨留》上演获得了成功。1736年，他在热那亚娶了妮可莱塔·考尼奥为妻。1738年完成了自己第一个喜剧剧本《莫默罗·考提桑》。1739年他的《破产》一剧也获得了很大成功，还担任过热那亚共和国驻威尼斯的领事。但不久意大利开始战事频频，暴徒横行，生活费用高涨。到了1741年，哥尔多尼已经是内有债台高筑外有暴徒威胁，只好离开威尼斯。
哥尔多尼先到了博洛尼亚，后来又在比萨居住了三年，期间邀请他创作剧本的要求接踵而至。哥尔多尼只得白天从事法律事务，晚上继续撰写剧本:238-239。当时在意大利流行的是“即兴喜剧”，其中的主要角色、角色性格和情节走向都是固定的，总有插科打诨、制造笑料的丑角、思想陈旧顽固的商人和博学但好吹牛的博士，没有固定的台词和剧本，演员戴着代表身份的假面，根据一份简单的提纲“幕表”在台上即兴表演。哥尔多尼尽管也写过这种即兴喜剧，但对这种形式并不满意，他开始了进行“戏剧改革”。1745年哥尔多尼完成了名作《一仆二主》，由萨切尼剧团在米兰演出。
1746年哥尔多尼结识了演员季洛姆·梅德巴克，她很支持哥尔多尼的喜剧创作。第二年哥尔多尼成为梅德巴克剧团的正式剧本作家，并回到了阔别五年的故乡:112。哥尔多尼的合同要求他每年要为该剧团创作十个剧本，哥尔多尼从此开始了他创作中最旺盛的阶段。为了庆祝1748年和1749年的狂欢节，哥尔多尼分别完成了《狡猾的寡妇》和第一部具有完整剧本和布景说明的《优雅的女人》。1750年在《未出阁的帕梅拉》中，他正式取消了假面演员。1753-1762年哥尔多尼改为圣路加剧院（现名哥尔多尼剧院）创作剧本。在哥尔多尼这一时期的作品如《女店主》、《封建主》和《老顽固们》中，他更加贴近现实，塑造了众多自高自大的贵族和辛勤乐观的平民形象。

## 晚年
哥尔多尼的喜剧改革之路并不平坦，遭到了各方面的压力：不少演员习惯于即兴喜剧中戴着假面演戏，对他的喜剧风格颇有微词:307-308；坚持即兴喜剧创作的喜剧作家也反对他，剧作家佩德罗·切阿里创作即兴喜剧的剧来和他对抗，1761-1766年间，著名喜剧作家卡洛·戈齐也创作了以《三个橘子的爱情》为代表的一系列童话剧，剧情取材于民间文学，充满幻想和离奇。在剧中戈齐用风趣辛辣的语言嘲讽了哥尔多尼的创作；压力中最令哥尔多尼伤心的是观众的态度，多数观众仍喜欢即兴发挥的台词和一成不变的情节，而他自己的作品时而成功时而失败。在面临压力的同时，法国启蒙思想家如伏尔泰等人支持着哥尔多尼:175-176。
启蒙思想家的支持与长期希望到巴黎看看的夙愿让哥尔多尼于1761年接受邀请，到了法国。他本想在法国待上两年，但对巴黎的喜爱和年龄让他终其一生未能回到意大利。哥尔多尼到了法国不久，就开始着手执导第一部喜剧，却发现法国演员中也有很多更习惯于即兴喜剧。为了迎合观众，他不得不在即兴喜剧和自己的创作风格之间摇摆:355-356。1787年哥尔多尼完成了《回忆录》，回顾了自己一生的创作，对博马舍等作家表示了支持。法国大革命前夕，哥尔多尼的薪俸被取消，一只眼睛失明的他在穷困潦倒里度过了残生。1793年法国议会决定归还他的薪俸，但在前一天，他已经离开了人世。

## 主要作品

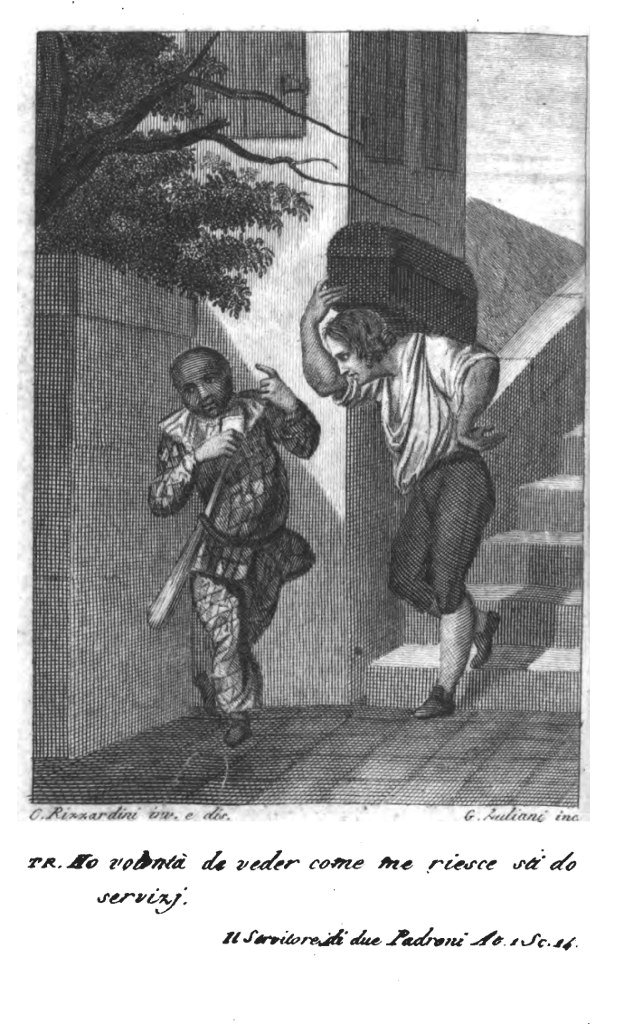
1830年哥尔多尼全集中的《一仆二主》插图

- 《格里塞尔达》（1734），哥尔多尼和安东尼奥·维瓦尔第合作改编的音乐剧，上演后获得好评。
- 《一仆二主》(1745)，主题是一个不识字的仆人伺候两个主人，引起了一连串的误会，陷入了困境，最后凭借自己的机智解决了矛盾。作品仍然带有即兴喜剧的遗留，其中的台词是在表演到最后才定型下来的，但其中的主人公的性格已经有了多面化的描写。
- 《狡猾的寡妇》（1748），以一位年轻、美丽和机智的寡妇为主人公，描述她在自己的诸多贵族追求者之间周旋，最终揭露了他们只是想逢场作戏的本质。
- 《高雅的女人》（1749），第一次正式使用了固定的剧本，并带有布景说明，演员开始在剧本的框架下表演。
- 《未出阁的帕梅拉》（1750）根据英国小说家塞缪尔·理查森的《帕梅拉》改编，演员以真实面貌登场，取代了即兴喜剧中的假面人物。
- 《喜剧剧院》（1750-1751），哥尔多尼直接阐明了自己的喜剧理论，主张应废除假面和幕表，创作反映现实生活的台词固定的喜剧，
- 《封建主》（1752）写名叫弗洛林达的侯爵去接受新庄园，为非作歹、调戏妇女，最后被庄园的农民痛打了一顿。本剧中的农民不同于即兴喜剧中一贯愚蠢的农民，而是纯洁善良，敢于为维护自己利益作斗争。同时，哥尔多尼也讽刺了封建贵族。
- 《女店主》（1753）塑造了愚蠢无能的贵族、辛勤乐观、光彩照人的女店主和朴质爽朗的平民仆人形象，整个客店仿佛就是威尼斯社会的缩影。
- 《老顽固们》（1760）写了一对商人卢纳多和马里齐奥为各自的儿子和女儿配婚。卢纳多的女儿在一位平民太太的介绍下，和马里齐奥的儿子见了面，两人产生了爱情订了婚约。两个老顽固得知大怒，欲撕毁婚约。平民太太怒斥了两个老顽固。
- 《乖戾的慈善家》（1771）,为后来的路易十六和玛丽·安托瓦内特结婚所作，为他在法国获得了很高的声誉。
- 《回忆录》（1784）